# Boukoki III
Boukoki III ist ein Stadtviertel (französisch: quartier) im Arrondissement Niamey II der Stadt Niamey in Niger.

## Geographie

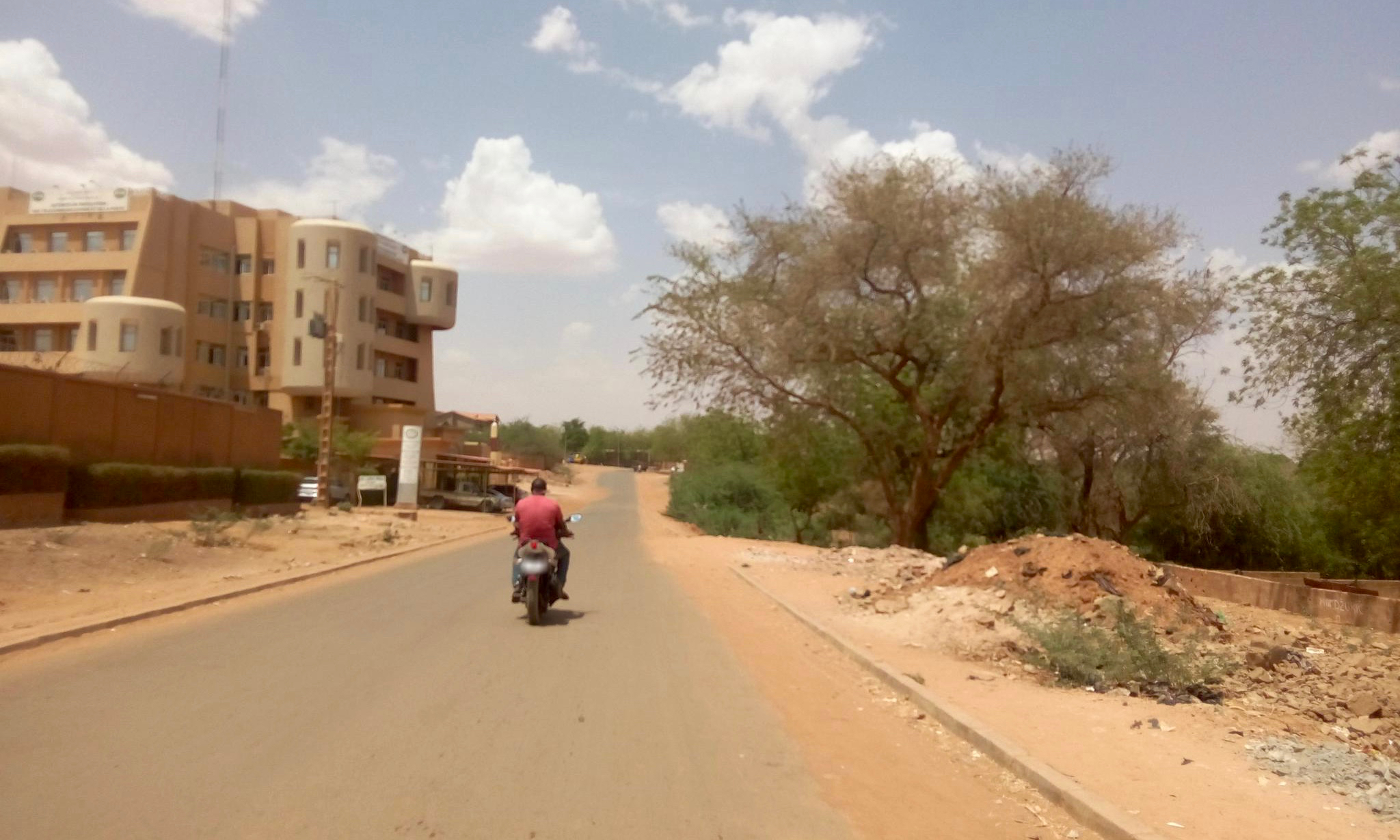
Straße am rechten Ufer des Gounti Yéna in Boukoki III (2018)

Boukoki III gehört zum nördlich des historischen Stadtzentrums von Niamey gelegenen Stadtteil Boukoki. Es wird von den Straßenzügen des Boulevard Mali Béro, der Avenue Maourikoye Néni, des Boulevard de l’Indépendance und der Avenue du Zarmaganda begrenzt. Die umliegenden Stadtviertel sind Tourakou im Norden, Boukoki II im Nordosten, Boukoki I im Südosten, Zongo im Süden und Issa Béri im Westen. Boukoki III liegt in einem Tafelland mit einer mehr als 2,5 Meter tiefen Sandschicht. Durch das Stadtviertel verläuft das Trockental Gounti Yéna, das einen Alluvialboden mit einem hohen Grundwasserspiegel aufweist, der keine Einsickerung ermöglicht.
Das Standardschema für Straßennamen in Boukoki III ist Rue BK 1, wobei auf das französische Rue für Straße das Kürzel BK für Boukoki und zuletzt eine Nummer folgt. Dies geht auf ein Projekt zur Straßenbenennung in Niamey aus dem Jahr 2002 zurück, bei dem die Stadt in 44 Zonen mit jeweils eigenen Buchstabenkürzeln eingeteilt wurde.

## Geschichte
In den einzelnen Vierteln von Boukoki bildeten sich in den 1960er Jahren Wohnsiedlungen für Zuwanderer aus dem Landesinneren heraus, die zum Teil wegen der schlechten Ernährungslage am Land in die Hauptstadt zogen.

## Bevölkerung
Bei der Volkszählung 2012 hatte Boukoki III 7883 Einwohner, die in 1372 Haushalten lebten. Bei der Volkszählung 2001 betrug die Einwohnerzahl 10.475 in 1683 Haushalten und bei der Volkszählung 1988 belief sich die Einwohnerzahl auf 8182 in 1428 Haushalten.

## Infrastruktur
Westlich des Gounti Yéna befinden sich mehrere Ministerien, Ämter und Behörden sowie das General-Seyni-Kountché-Stadion, das 35.000 Zuschauer fasst.